# Pentagram (альбом)
Pentagram — дебютный полноформатный студийный альбом норвежской блэк-металической группы Gorgoroth, вышел 1994 году, был трижды переиздан: в 1996 г. Malicious Records, в 1999 г. Century Black в США и в 2005 г. Season of Mist.
Хотя «Pentagram» является примером так называемого «сырого» блэк-метала, многие известные музыкальные критики отмечали влияние на альбом панк-рока и хардкора.
Также стоит отметить тот факт, что песня «(Under) The Pagan Megalith» является перезаписью одноимённого трека из самого первого релиза группы — демозаписи Sorcery Written in Blood , а композиция «Ritual» — не что иное, как изменённый вариант песни «Sexual Bloodgargling» из того же демо..

## Список композиций
1. Begravelsesnatt (Ночь похорон) — 2:34
2. Crushing the Scepter (Возвращение потерянных владений) — 3:25
3. Ritual — 3:54
4. Drommer om dod (Сны о смерти) — 3:47
5. Katharinas Bortgang (Смерть Катарины) — 4:05
6. Huldrelokk — 1:54
7. (Under) The Pagan Megalith — 3:55
8. Maaneskyggens Slave (Раб лунной тени) — 5:54

## Участники записи
- Hat — вокал
- Инфернус (Роджер Тьегс) — гитара
- Самот (Томас Хауген) — бас-гитара
- Goatpervertor — ударные